# Кауферинг
Кауферинг (њем. Kaufering) град је у њемачкој савезној држави Баварска. Једно је од 31 општинског средишта округа Ландсберг ам Лех. Према процјени из 2010. у граду је живјело 9.907 становника. Посједује регионалну шифру (AGS) 9181128.

## Географски и демографски подаци
Кауферинг се налази у савезној држави Баварска у округу Ландсберг ам Лех. Град се налази на надморској висини од 585–630 метара. Површина општине износи 17,7 km². У самом граду је, према процјени из 2010. године, живјело 9.907 становника. Просјечна густина становништва износи 560 становника/km².